# Lukas Van Eenoo
Lukas Van Eenoo (Bruges, 6 febbraio 1991) è un calciatore belga, centrocampista del Patro Eisden.

## Carriera

### Club
Esordisce con il Cercle Bruges nella stagione 2008-2009. Nella stagione 2010-2011 debutta anche in UEFA Europa League, giocandovi 4 partite.

### Nazionale
Ha giocato nelle nazionali giovanili belghe Under-16, Under-17, Under-18, Under-19 ed Under-21.

## Palmarès

### Club

#### Competizioni nazionali
- Division 1B: 1

Westerlo: 2021-2022